# アナザー・カントリー
『アナザー・カントリー』（Another Country）は、1981年初演のジュリアン・ミッチェルの舞台劇およびそれを原作とする1984年のイギリスのドラマ映画。
1930年代のイングランドの全寮制のパブリックスクールを舞台に、同性愛や共産主義に傾倒していくエリート学生たちを描いている。主人公ガイ・ベネットは、実在のスパイ「ケンブリッジ・ファイヴ」のメンバーの1人だったガイ・バージェスをモデルにしている。

## ストーリー
1983年のモスクワ。アメリカ人ジャーナリストが年老いたガイ・ベネットの自宅を訪れ、祖国イギリスを裏切り、二重スパイとなり、ロシアに亡命した理由についてインタビューする。スパイであっても無名に終らず歴史に名を残す自分は成功者だと誇り、青春時代のパブリックスクールの想い出を語り始めるガイ。
1932年、夏のイギリス。13才から18才までの上流の子息が寮生活を送る学園で自由主義者の学生ガイは同性愛を謳歌し、他寮の美少年ハーコートに一目惚れする。最終学年が始まれば、ガイは学生自治会エリートのトップである「寮長」に選ばれる予定で、その肩書きは出世コースを意味し、重要ポストであるフランス大使の座をも望めるものだった。大使となり、いずれ叙勲する成功者としての人生を思い描くガイ。
ガイのお気楽な性格を案じる友人のジャド。彼はノーマルな気質の共産主義者でマルクスに傾倒し、学校では教えない「資本論」などを密かに読み漁っていた。教師に同性愛の現場を見られた学生が自殺する騒ぎが起きる中、ハーコートを豪華な食事に誘い、真の恋をしたとジャドに打ち明けるガイ。
現在の「寮長」であるメンジースは、自治会の「幹事」ファウラーに地位を狙われていた。ファウラーが寮長になれば、嫌われているガイが次に指名される可能性は消し飛ぶ。ジャドを幹事に加えて票を稼ごうと画策するメンジースとガイ。聞く耳を持たないジャドにガイは、「僕が明日の軍事教練をおちょくってみせたら、君も幹事を受けろ」と奇妙な賭けを申し出た。
軍服姿で規律正しい軍事教練の場で、“だらしなく”振る舞い、学生自治会から「鞭打ちの刑」を言い渡されるガイ。だがガイはファウラーの居ない場で、鞭打ったら同性愛の関係にあった者の名をバラすと脅しをかけた。メンジースと幹事たちは全員がガイの相手だったのだ。
仕方なく幹事を引き受けるジャド。舞い上がったガイはファウラーが付け狙っているとも知らずにハーコートへのラブレターを書いた。その手紙を横取りし、同性愛で告発するファウラー。ガイは、ファウラーによって尻を鞭で打たれる屈辱を受け入れた。ハーコートを本気で愛したガイは、同性愛相手の告発にハーコートを巻き込めなかったのだ
味方の票を増やしたいメンジースは、鞭打ちの前に幹事のデヴニッシュを説得し、「君をガイの代わりに寮長にする」と約束していた。絶望したが、幹事の座は手放さない覚悟のガイ。寮長ほどの出世は見込めないが、「猫を被って生きる。騙し通し、最後に笑ってやる」と宣言するガイ。その後、ジャドはスペイン内戦で殺された。共産主義の影響を受けたガイはロシアに渡り、帰国の意思は持たなかった。

## 舞台

### 初演
1981年11月5日にロンドンのグリニッジ劇場で開幕した初演では、スチュアート・バージが演出を務め、ガイ・ベネット役にはルパート・エヴェレット、トミー・ジャッド役にはジョシュア・ル・トゥーゼルが起用された。
グリニッジ劇場での公演を1981年12月12日に閉幕すると、1982年2月24日からのプレビュー公演を経て、3月2日からはウエスト・エンドのクイーンズ劇場に場所を移して公演を再開した。エヴェレットがガイ・ベネット役を続投し、トミー・ジャッド役には新たにケネス・ブラナーが起用された。エヴェレットの降板に伴い、9月13日からはダニエル・デイ＝ルイスがガイ・ベネット役を務め、1983年3月30日にはコリン・ファースが役を引き継いだ。
1982年、ウエスト・エンド劇場協会賞（現：ローレンス・オリヴィエ賞）最優秀演劇賞を受賞。オリジナルキャストを務めたエヴェレットやブラナー、デイ＝ルイスらにとって本作は出世作となった。

### 日本版
1994年、TBSの主催とジェントル・アーツの企画・製作、ブリティッシュ・カウンシルの後援により、9月5日から18日にかけてアートスフィアにて改編版が上演された。日本語訳は松田直行、演出は釜紹人が務めた。ガイ・ベネット役は黒田アーサーと大沢健がWキャストで務め、トミー・ジャッド役には松田洋治が起用された。
2022年、ニッポン放送・ミックスゾーン・ポニーキャニオン・クオーレ・サンライズプロモーション東京の共同製作により、6月24日から7月3日までよみうり大手町ホールにて、7月7日から10日までCOOL JAPAN PARK OSAKA TTホールにて、7月12日と13日にキャナルシティ劇場にて日本語版が上演された。日本語訳は北丸雄二、上演台本と演出は鈴木勝秀が務めた。
|                          | 2022年                                 |
| ------------------------ | -------------------------------------- |
| ガイ・ベネット           | 和田優希 （Jr.SP / ジャニーズJr.）     |
| トミー・ジャッド         | 鈴木大河 （IMPACTors / ジャニーズJr.） |
| ジム・メンジース         | 多和田任益                             |
| デラヘイ                 | 嘉島陸                                 |
| ウォートン               | 山時聡真                               |
| バークレイ               | 岡田翔大郎                             |
| ファウラー               | 中山咲月                               |
| ドナルド・デヴェニッシュ | 近藤廉                                 |
| サンダーソン             | 浦上晟周                               |
| ヴォーン・カニンガム     | おかやまはじめ                         |

## 映画
『アナザー・カントリー』（Another Country）は、同名の舞台劇を映画化した1984年のイギリス映画。
原作舞台と同じくジュリアン・ミッチェルが脚本を務め、ルパート・エヴェレットとコリン・ファースが本作で映画初主演を飾った。
第37回カンヌ国際映画祭芸術貢献賞受賞。

### キャスト
- ガイ・ベネット - ルパート・エヴェレット： 自由気ままな学生。同性愛者。
- トミー・ジャッド - コリン・ファース： レーニンに傾倒する共産主義者の学生。
- ジェームズ・ハーコート - ケイリー・エルウィス： ガイと愛し合う美しい学生。
- バークレイ - マイケル・ジェン： 寮の責任者。
- デラヘイ - ロバート・アディ（英語版）： バークレイの右腕。ガイと過去に肉体関係あり。
- デヴェニッシュ - ルパート・ウェインライト（英語版）： 保守派の学生。
- ファウラー - トリスタン・オリヴァー： 軍国主義者の学生。ガイを目の敵にしている。
- メンジーズ - フレデリック・アレクサンダー（英語版）： 次期代表と目される学生。

### 製作
ロケーション撮影への協力をイートン・カレッジに拒否されたため、オックスフォード大学のボドリアン図書館やブレーズノーズ・カレッジ、オックスフォード中心部のブロード・ストリートなどで主な撮影が行われた。屋内の撮影はスペンサー伯爵家の本邸であるオールソープの敷地内でも行われた。
監督を担当する予定だったアラン・パーカーのスケジュールが合わなくなったため、製作を務めるアラン・マーシャルの抜擢により、それまでテレビドラマの演出を手掛けていたマレク・カニエフスカが本作で長編映画監督デビューを果たすことになった。
舞台版の初演でガイ・ベネット役を演じたルパート・エヴェレットが本作でも同じ役を演じた一方、舞台版でエヴェレットの降板後にガイ・ベネット役を演じていたコリン・ファースが本作ではトミー・ジャッド役に転じている。